# 吉野昌孝
吉野 昌孝（よしの まさたか、1935年10月15日-2023年11月1日）は、三菱電機が1970年3月に発売した換気送風機「ロスナイ」の原理の発明者、三菱電機元社員。同社で35年間ロスナイ開発に携わった。

## ロスナイ
吉野はロスナイの原理を発明しその事業化を推進した。ロスナイは、室温と湿度をほとんど変えずに部屋の換気を行うことができる製品であり、室内と外気のそれぞれの温度と湿度を同時かつ連続的に交換することで、室内の温度と湿度の変化を抑えながら空気の換気が出来る静止型全熱交換器。湿度交換も同時に行えることが特徴である。
当初住宅用として開発され、後に業務用にも使われた。新幹線N700系電車、国会議事堂、東京都庁、横浜ランドマークタワー等に設置されている。
アメリカ合衆国、イギリス、ドイツ、フランス、カナダ、イタリア、日本の7ヶ国でロスナイの特許が取得された。2000年にJIS規格化、2003年に拡大化がされた。
ロスナイは2014年 電気学会「第7回 でんきの礎」に顕彰された。
日本の特許法が生まれて100年を記念した「100周年記念重要発明」に顕彰されている。

## 生い立ち・私生活
東京板橋区に生まれ、新潟に疎開し、1954年に柏崎工業高等学校電気科を卒業。岐阜県在住。吉野が高校に在学した当時、吉野の父が事業に失敗し、吉野は大学に進学しなかった。

## 表彰
- 1971年 日本電機工業会「進歩賞」受賞
- 1980年 全国省エネ展「優秀製品賞」受賞
- 1983年 全国発明表彰「通商産業大臣発明賞」受賞[6]
- 1988年 通商産業省「100周年記念重要発明」に顕彰[1]
- 2017年 旭日単光章受章

## 略歴
- 1954年4月 - 三菱電機中津川製作所入社[1]
- 1969年 - ロスナイの発明を出願[7]
- 1995年 - 定年後、技術アドバイザーに就任[1]